# よだかのほし
『よだかのほし』は、2012年の日本映画。宮澤賢治の童話『よだかの星』をモチーフにして、東京で生活を送っていた若い女性が思わぬ行きがかりで、一度は決別した故郷の花巻に帰り、生きる力を取り戻してゆく姿を描く。花巻まつりなど、様々な花巻の名所で撮影された。

## あらすじ
幼いころに父と死別した本郷トワは、再婚した母親が許せず、故郷の岩手県・花巻市を飛び出し単身上京する。それから10年、故郷の母親と音信を断ち、ひとり寂しく東京で暮らしていたトワだったが、ある日、孫に手縫いの浴衣を届けたいという同郷の老婦人・町子と知り合う。しかし町子は事情ができて花巻に行かれなくなってしまい、トワが代わりに浴衣を届けることになる。

## キャスト
- 本郷トワ：菊池亜希子
- 木下町子：北上奈緒
- いずみ：いせゆみこ
- 木下道夫：佐藤誓
- 佐藤さとる：深水元基
- 本郷ゆきお：眞島秀和

## スタッフ
- 監督・脚本：斉藤玲子
- プロデューサー：横浜豊行、伊藤直克
- アソシエイトプロデューサー：太田慶、扇澤武義
- 撮影：植原雄太
- 照明：高橋謙太
- 録音：山田幸治
- 音楽：遠藤浩二
- 編集：斉藤玲子、森田博之